# Francœur (Chouan)
Pour les articles homonymes, voir Francœur.
François Louis Angenard surnommé Francoeur, né le 13 juillet 1770 à Laignelet, département d'Ille-et-Vilaine et mort le 23 juillet 1812 à Lécousse, est un chef chouan du Pays de Fougères pendant la Révolution française.

## Biographie
Quatrième d'une fratrie de 10 enfants, marié le 29 avril 1799 à Romagné à Marie Machard fille de Julien et d'Anne Gasnier qui furent tués par les républicains. Ces derniers tenaient une ferme avant et pendant la Révolution à la métairie de la Morihonnais en Romagné où se trouvait une cache immense réservée aux chouans, à l'Armée des émigrés et aux réunions de l'état-major des royalistes.

## Faits d'armes (1791-1800)
Intrépide et téméraire pour les uns fougueux et redouté pour les autres, François Angenard fit partie de ces jeunes gens qui suivirent les dirigeants royalistes dès 1791, année de l'Association bretonne d'Armand Tuffin de La Rouërie. Blessé à plusieurs reprises, dont deux fois grièvement, la première fois à Monthault où il eut le sein gauche déchiré par une balle lors d'une attaque de trois colonnes républicaines, la seconde fois il eut la jambe cassée par un coup de feu lors d'une attaque commandée par du Boisguy sur Fougères, évènements survenus entre mars et décembre 1795. 
Capitaine des grenadiers de la colonne du centre qu'il avait formée, puis major général. Remarqué pour sa bravoure et mis en avant par le comte de Chalus pour sa vaillance au combat, il fut honoré de la décoration de l'Ordre royal et militaire de Saint-Louis par le comte Joseph de Puisaye. Celui-ci le nomma chef du canton de Javené, ce qui lui donnait le grade de lieutenant-colonel dans la colonne du Sud, dite colonne brutale, sous les ordres d'Aimé Picquet du Boisguy. 
Il fut surpris par la trahison et arrêté le 30 janvier 1799 par Pinoteau, commandant l'arrondissement de Fougères puis par la suite obtint du général Schilds sa mise en liberté avec un cautionnement de 5000 francs, ce qui ne l'empêcha pas quelques mois plus tard de reprendre les armes. Après le 18 brumaire (9 novembre 1799), Bonaparte voulait rétablir la paix et envoya dans l'ouest, avec des consignes précises, le Général Brune qui sut persuader les principaux chefs de déposer les armes. Parmi les chouans du Pays de Fougères ayant déposé les armes devant le général Labarolière : François Angenard le 1er mars 1800, suivi quelques jours plus tard des principaux chefs, dont Aimé Picquet du Boisguy et Auguste Louis Hay de Bonteville, le 6 mars. 

## Dépôt des armes (1800)
Le 10 ventôse an VIII (1er mars 1800). Fiche signalétique : 
Angenard François, 29 ans (19 inscrit par erreur), origine Laignelet, domicilié Romagné, taille 5 pieds 3 pouces (environ 1,70 m), front ordinaire, yeux roux, nez court, bouche moyenne, lèvres grosses, menton rond, barbe brune, visage ovale, cheveux et sourcils bruns. Dépôt d'un bon fusil de munition. 

## Décès (1812)
Toujours fidèle au roi légitime, il mourut assassiné le 23 juillet 1812 pour son attachement à la cause royale et à la famille des Bourbons, par un particulier alors gendarme et d'autres personnes opposées d'opinion et conséquemment par esprit de parti, dans une auberge à Lécousse aux portes du château de Fougères lors d'une vive altercation.

## Lettre du comte de Chalus (1824)
Les archives départementales d'Ille-et-Vilaine conservent une lettre adressée à Marie Machard, veuve Angenard, en date du 22 juin 1824 par le comte René Augustin de Chalus, maréchal de camp, ancien major général des armées  royales de Bretagne, lettre à la faveur de la veuve Angenard afin qu'elle obtienne une revalorisation de sa pension. Elle constitue un magnifique hommage à l'action de François Angenard dit Francœur : 

« Madame, je me suis toujours rappelé avec satisfaction des mérites militaires de Mr Angenard votre mari, et dans beaucoup de circonstances, je l'ai cité comme un modèle de bravoure et de dévouement. J'ai bien des fois répété que si j'avais eu six cents hommes sous mes ordres aussi braves que la compagnie de grenadiers qu'il avait formé, j'aurais été assuré de battre dans toutes les occasions un corps de douze cent hommes de grenadiers de la république. Je dois dire pour rendre hommage à la vérité que c'est à sa bravoure et à celle de sa compagnie que j'ai dû nombre de victoires que nous avons remporté sur l'ennemi. J'ai à regretter que son intrépidité lui ai fait éprouver deux blessures graves; la première au bourg de Monthault où il eut le sein gauche déchiré par une balle dans une attaque imprévue de trois colonnes républicaines que nous avons battues et mis en fuite, ayant éprouvé la perte d'une dizaine des leurs (l'estimable Tuffin de la Rouërie et le général Duboisguy étaient à cette action). La seconde à une attaque que commanda Mr Duboisguy sur la ville de Fougères, où il eut malheureusement la jambe cassé d'un coup de feu de l'ennemi, auprès du brave chevalier de Saint Gilles surnommé Duguesclin. Quelque temps avant la reddition des armes je fus le voir et lui porter quelques secours, et je le trouvais avec regret encore retenu dans le lit de douleur par la fracture qu'il avait reçu. Je vous rapporte ici quelques-unes des principales actions de votre mari pour vous prouver que sa mémoire m'a toujours été chère. ce fut son estimable conduite et sa bravoure distinguée qui m'engagérent à le faire connaitre au général en chef et aux membres du conseil général de l'armée et d'après mon rapport il fut nommé major de la colonne que j'avais l'honneur de commander, ayant continué de mériter l'estime et la considération de ses supérieurs dans ce nouveau grade il fut honoré de la décoration de chevalier de l'ordre royal et militaire de Saint Louis et fut reçu chevalier au front  de la colonne par le général en chef en présence de Mr le Cte de Sérent par qui SAM Monsieur avait envoyé des brevets de St Louis pour les officiers les plus distingués des armées royales de Bretagne. Je désirerais, madame, que le souvenir que je conserverai toujours des mérites de votre mari peut vous être utile mais j'ai le regret d'être assuré que l'hommage que je puis rendre à la vérité sur la conduite ne pourra vous faire obtenir la pension que vous sollicitez, vous devez vous procurer toutes les preuves et pièces exigées par son excellence le ministre de l'intérieur dans l'instruction adressée par ses ordres à tous les maires des communes. Recevez l'assurance de la part que je prends à votre position et du regret avec lequel je suis. Votre très humble et obéissant serviteur. »

 Signé de Chalus.